# Пет Профт
Пет Профт (англ. Pat Proft; 3 квітня 1947) — американський сценарист і продюсер.

## Фільмографія
| Рік       |   | Українська назва                                   | Оригінальна назва                              | Роль                                       |
| --------- | - | -------------------------------------------------- | ---------------------------------------------- | ------------------------------------------ |
| 1975      | с | Шоу Братів Смотерс                                 | The Smothers Brothers Show                     | сценарист                                  |
| 1976      | с | Ласкаво просимо назад, Коттер                      | Welcome Back, Kotter                           | сценарист                                  |
| 1978      | с | Мері                                               | Mary                                           | сценарист                                  |
| 1982      | с | Поліцейський відділ!                               | Police Squad!                                  | сценарист                                  |
| 1984      | ф | Поліцейська академія                               | Police Academy                                 | сценарист                                  |
| 1984      | ф | Холостяцька вечірка                                | Bachelor Party                                 | сценарист                                  |
| 1985      | ф | Справжній геній                                    | Real Genius                                    | сценарист                                  |
| 1985      | ф | Поліцейська академія 2: Їх перше завдання          | Police Academy 2: Their First Assignment       | сценарист (персонажі)                      |
| 1986      | ф | Поліцейська академія 3: Знову до академії          | Police Academy 3: Back in Training             | сценарист (персонажі)                      |
| 1987      | ф | Поліцейська академія 4: Квартальна охорона порядку | Police Academy 4: Citizens on Patrol           | сценарист (персонажі)                      |
| 1988      | ф | Поліцейська академія 5: Операція Маямі-біч         | Police Academy 5: Assignment: Miami Beach      | сценарист (персонажі)                      |
| 1988      | ф | Голий пістолет                                     | The Naked Gun: From the Files of Police Squad! | сценарист                                  |
| 1989      | ф | Поліцейська академія 6: Місто в облозі             | Police Academy 6: City Under Siege             | сценарист (персонажі)                      |
| 1991      | ф | Голий пістолет 2½: Запах страху                    | The Naked Gun 2½: The Smell of Fear            | сценарист                                  |
| 1991      | ф | Гарячі голови                                      | Hot Shots!                                     | сценарист, виконавчий продюсер             |
| 1993      | ф | Гарячі голови! Частина 2                           | Hot Shots! Part Deux                           | сценарист (персонажі), виконавчий продюсер |
| 1994      | ф | Голий пістолет 33⅓: Остання образа                 | Naked Gun 33 1/3: The Final Insult             | сценарист                                  |
| 1994      | ф | Поліцейська академія 7: Місія в Москві             | Police Academy: Mission to Moscow              | сценарист (персонажі)                      |
| 1996      | ф | Учитель і чудовиська                               | High School High                               | сценарист                                  |
| 1997      | ф | Містер Магу                                        | Mr. Magoo                                      | сценарист                                  |
| 1997—1998 | с | Поліцейська академія                               | Police Academy: The Series                     | сценарист (персонажі)                      |
| 1998      | ф | Помилково звинувачений                             | Wrongfully Accused                             | режисер, сценарист, продюсер               |
| 2003      | ф | Дуже страшне кіно 3                                | Scary Movie 3                                  | сценарист                                  |
| 2006      | ф | Дуже страшне кіно 4                                | Scary Movie 4                                  | сценарист                                  |
| 2008      | в | Холостяцька вечірка 2                              | Bachelor Party 2: The Last Temptation          | сценарист                                  |
| 2013      | ф | Дуже страшне кіно 5                                | Scary Movie 5                                  | сценарист                                  |